# Tobias Falberg

Tobias Falberg 2007

Tobias Falberg (* 24. Mai 1976 in Lutherstadt Wittenberg) ist ein deutscher Schriftsteller und Zeichner.

## Leben und Wirken
Falberg wuchs in Dessau auf und war dort 1992 bis 1994 Mitglied in einer Theatergruppe. Er studierte ab 1995 an der Otto-von-Guericke-Universität in Magdeburg Wirtschaftswissenschaften. Falberg ist Mitglied der Autorengruppe Wortwerk.
Als Zeichner steuerte Falberg das Porträt zur Gedenktafel für Gottfried Benn bei, die am 5. Juli 2006 an Benns ehemaliger Berliner Arztpraxis und Wirkungsstätte am Mehringdamm 38 (früher Belle-Alliance-Straße 12) eingeweiht wurde.
Zusammen mit dem Maler Hans-Peter Stark  stellt Tobias Falberg regelmäßig Bild-Text-Gedichte im A3-Format aus, zum Beispiel in Wien, in Nürnberg, in Würzburg und in Berlin.
Tobias Falberg lebt in Nürnberg.

## Veröffentlichungen
- (mit Matthias Kröner, Vincent E. Noel und Leonhard F. Seidl): Landschaft mit Ufo. Erzählungen, Ursus Verlag, Bad Hindelang 2007, ISBN 3-9811028-5-1.
- Das Mädchen Dasia. Erzählung, Wiesenburg Verlag, Schweinfurt 2001, ISBN 3-932497-56-2.
- Fritz Deppert, Christian Döring, Hanne F. Juritz (Hrsg.): Unter der Folie aus Luft. Anthologie zum Literarischen März 2009.
- Jahrbuch der Lyrik 2007 bis 2009. S. Fischer Verlag.
- Shafiq Naz (Hrsg.): Der deutsche Lyrikkalender. Jeder Tag ein Gedicht.
- Axel Kutsch (Hrsg.): Versnetze. Das große Buch der neuen deutschen Lyrik.
- Axel Kutsch (Hrsg.): An Deutschland gedacht. Lyrik zur Lage des Landes.
- miromente, Macondo, Wespennest, Edit, Federwelt, Magazin des poetenladens, Außer.dem, Freiberger Lesehefte
- Tobias Falberg: Plastiniertes Gelände (= Lyrik der Gegenwart. Band 20). 1. Auflage. edition art science, St. Wolfgang 2012, ISBN 978-3-902864-07-9 ( [abgerufen am 23. September 2012]).[4]

## Auszeichnungen
- Stipendium zum 8. Klagenfurter Literaturkurs 2004[5]
- Preisträger beim Lyrikwettbewerb des Verlags C.H.Beck 2005
- 1. Preis beim Literaturpreis der Nürnberger Kulturläden 2005[5]
- Literaturpreis für Lyrik der Nürnberger Kulturläden 2007[5]
- Aufenthaltsstipendien im Künstlerhaus Lukas in Ahrenshoop 2010 und 2016[5]
- Feldkircher Lyrikpreis, 1. Preis, 2011[5]
- Förderpreis der Kulturstiftung Erlangen 2013[6]